# Riu de la Vila
El riu de la Vila (impròpiament anomenat Amadòrio) és un riu de la Marina Baixa al País Valencià.
Naix a 900 m d'altura al peu la serra d'Aitana, pròxim al port de Tudons, i desemboca a la Vila Joiosa, en el mar Mediterrani. De cabal escàs i irregular, les seves aigües són aprofitades per al regadiu i el proveïment urbà gràcies als pantans de Relleu i de la Vila. Els seus principals afluents són el riu Sella i el barranc de la Cova. Travessa encaixonat el nucli urbà de la Vila Joiosa on nombroses cases estan suspeses en el barranc.
Durant el seu recorregut abasta una superfície de 140,76 km² i té una longitud de 26 km.
El nom «Amadòrio» s'atribueix a un error de transcripció en el Diccionario de Pascual Madoz (1845) per la mala lectura del sintagma «amado río». El nom viu i popular ha estat «riu de la Vila». Amb la construcció del pantà la nomenclatura oficial revifà el fals topònim «Amadòrio».
També es discuteix si el nom del riu de la Vila, és a dir, una vegada s'ha unit el riu Sella, hauria de ser el d'este últim riu, ja que és més llarg i cabalós.